# Spielfieber
Spielfieber ist ein US-amerikanisches Filmdrama aus dem Jahr 1949 von Michael Gordon mit Barbara Stanwyck und Robert Preston in den Hauptrollen. Der Film wurde von Universal-International Pictures produziert.

## Handlung
In Chicago werden Joan Boothe und ihr Partner Frenchy bei einem Würfelspiel mit manipulierten Würfeln erwischt und von den betrogenen Mitspielern verprügelt. Joans Ehemann David erzählt dem behandelnden Arzt, Dr. Rojac, wie aus seiner lebhaften und kultivierten Ehefrau eine traurige und verzweifelte Frau werden konnte.
Der Reporter David Boothe recherchiert für einen Artikel über den Hoover Dam. Seine Frau Joan besucht derweil ein Casino in Las Vegas. Dabei hat sie eine versteckte Kamera dabei, in der Hoffnung eine eigene Story schreiben zu können. Der Casinobetreiber Horace Corrigan wird schnell auf die unerfahrene Spielerin aufmerksam. Zwar ist er mit ihren heimlichen Methoden nicht einverstanden, dennoch gibt er ihr einige Chips zum Spielen. Abends erzählt sie David, dass sie das Spielen aufregend findet.
David will am nächsten Nachmittag zurück nach Hause fahren. Joan bittet ihn, in Las Vegas zu bleiben und mit ihr abends das Casino zu besuchen. Er lehnt ab mit dem Hinweis auf seine Arbeit. Joan ist unzufrieden, mit geborgten Chips zu spielen, daher hebt sie 50 Dollar von Davids Spesenkonto ab, die sie beim Würfelspiel verliert. Die ganze Nacht hindurch spielt sie weiter und hat das komplette Konto geleert und das Geld verloren. In ihrer Verzweiflung bittet sie Horace, der etwas für Joan empfindet, ihr die 600 Dollar für das Konto zu leihen. Horace lehnt jedoch ab, da er befürchtet, dass Joan zu einer zwanghaften Spielerin wird.
Joan verpfändet ihre Kamera und kann so das Spesenkonto ausgleichen. Sie erfährt, dass ihre Schwester Ruth aus Chicago angekommen ist. Die neurotische Ruth hat Joan mit großgezogen, da ihre Mutter nach Joans Geburt starb. Ruth kontrolliert ihre Schwester mit Schuldzuweisungen und verärgert David, der daraufhin nach Chicago abreist. Abends bietet Horace Joan an, bei einem privaten Pokerspiel zuzuschauen. Als sie ablehnt, flirtet er mit Ruth. Ruth warnt Joan vor Horace und erinnert sie an ihre Verlobung, die sie ihretwegen auflöste. Erschüttert nimmt Joan nun am Pokerspiel teil. Sie spielt mit dem Einsatz von Horace und gewinnt für ihn 6.000 Dollar. Davon erhält sie 800 Dollar. Horace versucht sie zu küssen, doch sie kann ihn höflich abwehren.
David macht Rast in Salt Lake City und versucht, Joan anzurufen. Er erreicht jedoch nur Ruth, die ihm mitteilt, dass Joan über Nacht nicht ins Hotel gekommen sei. Das veranlasst David, zurück nach Las Vegas zu fahren. Als er ankommt, nimmt er Joan mit zum Hoover Dam und verlangt dort zu wissen, wo sie die Nacht verbracht hat. Joan gibt an, Spaß im Casino gehabt zu haben. David warnt sie, zu viel Zeit beim Spiel zu verbringen, woraufhin sie angibt, jederzeit aufhören zu können. Beide wollen zur Entspannung zum nahen Lake Mead. David erwischt Joan, wie sie sich zum Spielen wegschleichen will. Sie gesteht, dass sie nicht widerstehen könne.
Um seiner Frau zu helfen, kündigt David seinen Job als Reporter. Sie fahren in ein mexikanisches Dorf am Strand und verbringen einige glückliche Monate. David betätigt sich als Schriftsteller und muss für eine Recherche für einen Tag das Dorf verlassen. Joan begegnet dem Ehepaar Sutherland, das sie aus Las Vegas kennt. Die beiden überreden sie zu einem Würfelspiel in einem Hinterzimmer. Schon bald hat Joan Davids Ersparnisse verspielt. David trennt sich von Joan, als er von ihrem Rückfall erfährt. Er kehrt nach Chicago zurück und arbeitet wieder als Reporter.
Joan hingegen erreicht Las Vegas und fragt Horace um Arbeit. Horace hat sein Casino verkauft und ist Mitglied in einem Syndikat für Pferderennen. Joan wettet nun auf Pferde, spart aber ihre Gewinne, um ihre Schulden bei David zurückzuzahlen. Der hat von ihr monatelang nichts gehört und schickt ihr die Scheidungspapiere. Joan gerät in Panik und setzt, entgegen der Abmachung mit Horace, 200 Dollar auf ein junges Pferd. Durch ihren Einsatz sinkt die Wettquote. Zwar gewinnt das Pferd, doch Joan hat Angst, ihren Gewinn abzuholen, da das Syndikat durch ihre Eigenmächtigkeit Verluste erlitten hat. Auch Horace ist von ihr enttäuscht und setzt sie an einer einsamen Bushaltestelle ab. Joan reist nun von Stadt zu Stadt. In Shreveport lernt sie Frenchy kennen, mit dem sie dann nach Chicago reist.
Am Ende seiner Erzählung angelangt, macht sich David zusammen mit Dr. Rojac auf zu Joans Krankenzimmer. Hier begegnen sie Ruth, die, wie erwartet, David für alles verantwortlich macht. Zudem beschuldigt sie Joan, ihre Mutter getötet zu haben. Von Schuldgefühlen geplagt will sich Joan aus dem Fenster stürzen, wird aber von David gehindert. Zusammen betrachten sie aus dem Fenster den Sonnenaufgang.

## Produktion

### Hintergrund
Gedreht wurde der Film vom 29. November 1948 bis zum 10. Januar 1949 in Las Vegas, Malibu, am Hoover Dam, am Lake Mead sowie in den Universal-Studios in Universal City.
Laut einer Meldung in der Los Angeles Daily News vom Mai 1949 legten Casinobesitzer in Las Vegas Beschwerde gegen den Film ein, der ihrer Meinung nach das Spielen zerstören würde.

### Stab
Alexander Golitzen oblag die künstlerische Leitung. Russell A. Gausman und Ruby R. Levitt waren für das Szenenbild zuständig, Orry-Kelly für die Kostüme, Bud Westmore und Robert Ewing für das Maskenbild. Verantwortliche Toningenieure waren Leslie I. Carey und Corson Jowett. Philip H. Lathrop arbeitete als Kameratechniker, Frank X. Shaw als Regieassistent.

### Besetzung
In kleinen nicht im Abspann erwähnten Nebenrollen traten Peter Brocco, Heinie Conklin, Franklyn Farnum, Harold Goodwin, Beatrice Gray, Francis McDonald, Harold Miller, Jerry Paris und Snub Pollard auf.

## Synchronisation
Die deutsche Synchronfassung entstand 1951 im Auftrag der Berliner Synchron GmbH Wenzel Lüdecke unter der Dialogregie von Thomas Engel nach einem Dialogbuch von Fritz A. Koeniger.
| Rolle           | Schauspieler     | Deutscher Synchronsprecher |
| --------------- | ---------------- | -------------------------- |
| Joan Boothe     | Barbara Stanwyck | Elisabeth Ried             |
| David Boothe    | Robert Preston   | Carl Raddatz               |
| Horace Corrigan | Stephen McNally  | Wolfgang Lukschy           |
| Ruth Phillips   | Edith Barrett    | Roma Bahn                  |

## Veröffentlichung
Die Premiere des Films fand am 30. Juni 1949 in New York statt. In der Bundesrepublik Deutschland wurde er am 22. August 1997 im deutschen Fernsehen ausgestrahlt.

## Kritiken
Der Filmkritiken-Aggregator Rotten Tomatoes hat in einer Auswertung ein Publikumsergebnis von 33 Prozent positiver Bewertungen ermittelt.
Das Lexikon des internationalen Films schrieb: „Psychologisches Frauendrama, das realistisch und ohne Beschönigung die Gefahren des Glücksspiels zeigt, sich aber mit Verweisen auf die Psychoanalyse ein wenig übernimmt.“
Die Filmzeitschrift Cinema befand: „Barbara Stanwyck liefert eine packende Leistung als Suchtkranke. Fazit: Dramatischer Einblick in die menschliche Seele.“
Bosley Crowther von der The New York Times beschrieb den Film als entsetzlich reißerisch. Die schwache Rechtfertigung für den beiläufig eingearbeiteten Wahnsinn sei trügerisch und absurd. Universal habe den Film gemacht, um einen bilderreichen Zeitvertreib zu zeigen, nicht um irgendetwas zu beweisen. Die offensichtliche Ambition der Darsteller lasse vermuten, dass die genau wussten welche Art von Effekthascherei sie unterstützen.
Der Kritiker des TV Guide sah einen bedächtigen aber faszinierenden und gut gemachten Film. Niemand könne so gut leiden wie Barbara Stanwyck.